# Turritopsis nutricula
Turritopsis nutricula ist eine Hydrozoen-Art aus der Gattung Turritopsis in der Familie der Oceaniidae. Verschiedene Arten der Gattung Turritopsis wurden früher Turritopsis nutricula zugeordnet, darunter auch die „unsterbliche Qualle“, die heute als eigene Art Turritopsis dohrnii gilt.

## Merkmale
Turritopsis nutricula bildet aufrechte, verzweigte Hydroiden-Kolonien. Die Polypenköpfchen (Hydranthen) sind spindel- bis keulenförmig, ihre fadenförmigen Tentakel sind unregelmäßig über den Hydranthenkörper verteilt. Die Hülle (Periderm) um den Stiel (Hydrocaulus) ist zweilagig. Die Medusenknospen (Gonophoren) entwickeln sich auf den Stielen in einer mit Perisarc eingehüllten Region.
Die Medusen sind bis zu 6 mm hoch mit 40 bis 100 Tentakel deren Spitzen verdickt sein können. Der Magenstiel (Manubrium) ist matt gelb oder orange, die Ocellen (Augen) sind dunkelbraun oder orange. Die Eier haben einen Durchmesser von 0,116 Millimeter.

## Verbreitung
Turritopsis nutricula kommt vom tropischen bis zum gemäßigten Westatlantik vor, das Verbreitungsgebiet erstreckt sich von Neuengland bis Brasilien. An den Küsten Europas ist die Art wahrscheinlich nicht verbreitet. Bei allen gut dokumentierten Sichtungen vor europäischen Küsten handelte sich um Turritopsis polycirrha oder Turritopsis dohrnii. Da viele Turritopsis-Arten als Synonyme von Turritopsis nutricula angesehen wurden, schien die Art zirkumglobal verbreitet. Inzwischen werden vormals als intraspezifische Variationen angesehene Populationen als eigene Arten eingestuft und das Verbreitungsgebiet von Turritopsis nutricula auf den Westatlantik begrenzt.

## Lebensweise
Turritopsis nutricula ist getrenntgeschlechtlich, die weiblichen Tiere sind ovipar.